# Retortillo de Soria
Retortillo de Soria ist ein Ort und eine aus dem Hauptort sowie mehreren Weilern (pedanías) und Einzelgehöften (fincas) bestehende Gemeinde (municipio) mit insgesamt nur noch 130 Einwohnern (Stand: 2024) im Südwesten der nordspanischen Provinz Soria in der autonomen Region Kastilien-León. Der zur bevölkerungsarmen Serranía Celtibérica gehörende Ort liegt sowohl an der Ruta de la Lana als auch am Camino del Cid.

## Lage und Klima
Der Ort Retortillo de Soria liegt auf der Nordseite der Sierra de Pela im Quellgebiet mehrerer Bergbäche (arroyos) in einer Höhe von etwa 1240 m. Die nächstgrößere Stadt, El Burgo de Osma, ist gut 38 km (Fahrtstrecke) in nördlicher Richtung entfernt. Bis zur Provinzhauptstadt Soria sind es gut 77 km in nordöstlicher Richtung. Sehenswert sind auch die jeweils nur etwa 20 km entfernten Orte Caracena und Atienza. Das Klima ist im Winter rau, im Sommer dagegen gemäßigt bis mild; Regen (ca. 555 mm/Jahr) fällt übers Jahr verteilt.

## Bevölkerungsentwicklung
| Jahr      | 1857 | 1900 | 1950 | 2001 | 2019 |
| Einwohner | 570  | 646  | 620  | 241  | 149  |

Infolge zunehmender Trockenheit sowie der Mechanisierung der Landwirtschaft und des daraus resultierenden geringeren Arbeitskräftebedarfs ist die Zahl der Einwohner seit der Mitte des 20. Jahrhunderts, trotz der Eingemeindungen mehrerer Weiler (pedanías) und Einzelgehöfte (fincas), stark rückläufig.

## Wirtschaft
Das kleine Bergdorf war und ist in hohem Maße von der Landwirtschaft geprägt. In früheren Zeiten diente der Ort auch als Handwerks- und Marktzentrum für die Einzelgehöfte und Weiler der Umgebung. Seit der Mitte des 20. Jahrhunderts spielt der Tourismus (Wandern und Ferienwohnungen) eine wichtige Rolle als Einnahmequelle der Gemeinde.

## Geschichte
Möglicherweise gehörte der Ort zum Siedlungsgebiet der keltischen Arevaker; in römischer Zeit lag er etwa auf halbem Wege zwischen den Römerstädten Medinaceli und Tiermes einerseits sowie zwischen Sigüenza und Uxama andererseits. Vom 8. bis zum 11. Jahrhundert gehörte der Ort zum maurischen Einflussbereich; die ehemals viertorige Stadtmauer entstand jedoch erst im 14. Jahrhundert.

## Sehenswürdigkeiten

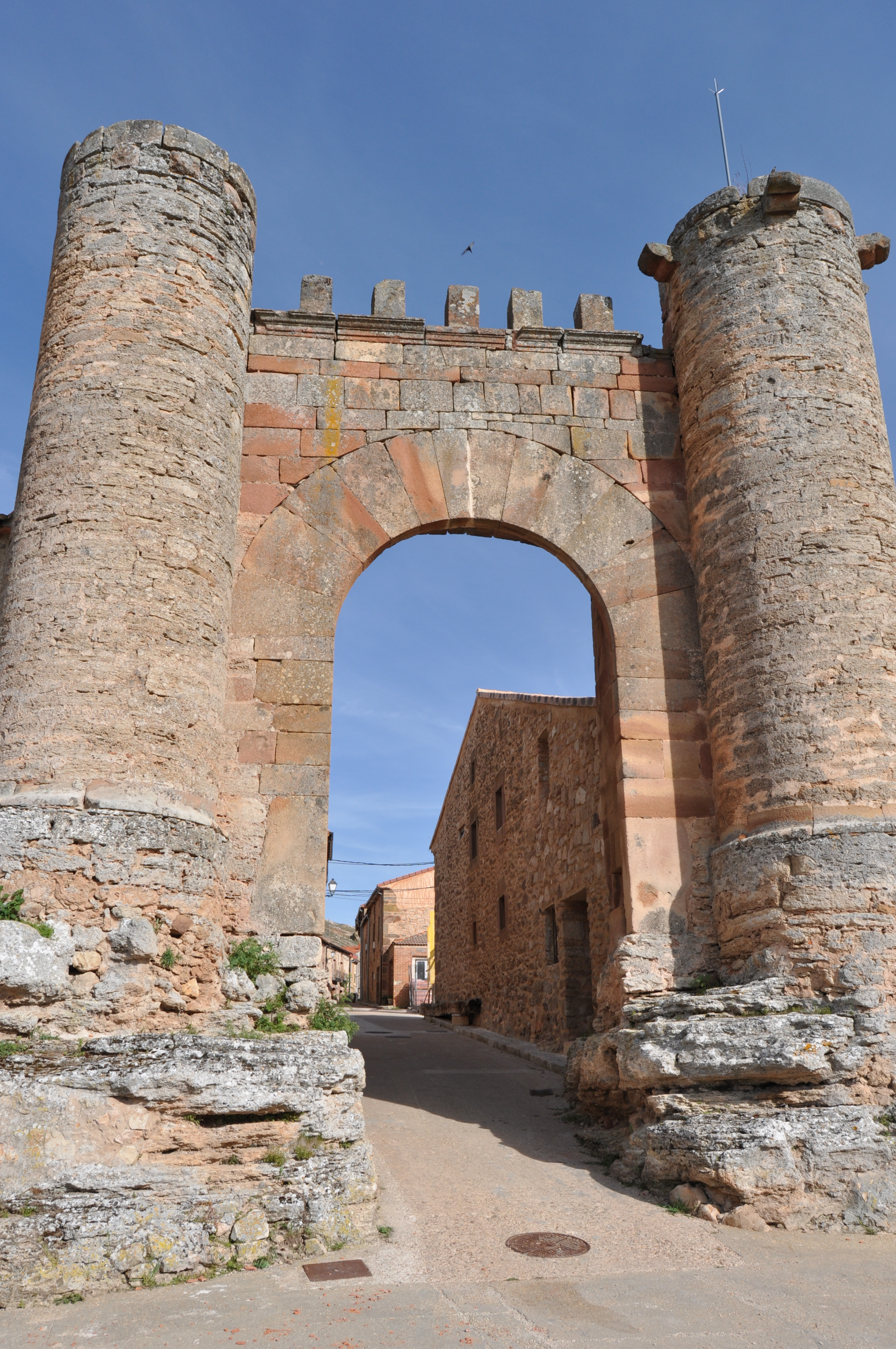
Stadttor

- Von der spätmittelalterlichen Stadtmauer sind noch zwei Tore sowie ein ca. 300 m langes Teilstück erhalten.
- Die dreischiffige spätgotische Hallenkirche San Pedro stammt dem 15./16. Jahrhundert. Ihre Schauseite mit Glockenturm (campanario) und Portal weist nach Süden, d. h. zum Platz hin. Bemerkenswert ist das spätbarocke Altarretabel (retablo). Aufgrund des militärischen Engagements Spaniens in den südlichen Niederlanden gelangten auch Reliquien der heiligen Ursula von Köln und ihrer Märtyrergefährtinnen in den Kirchenschatz.

Umgebung
- Die romanische Ermita de San Miguel steht im bereits seit langem aufgegebenen Weiler Lérida. Der Archäologe Juan Cabré entdeckte in der Umgebung der Kirche im Jahr 1917 einen kleinen Münzschatz.[8]